# Pressac
 Pressac  es una población y comuna francesa, en la región de Poitou-Charentes, departamento de Vienne, en el distrito de Montmorillon y cantón de Availles-Limouzine.

## Demografía
| 792 | 737 | 721 | 687 | 628 | 576 |
| Para los censos de 1962 a 1999 la población legal corresponde a la población sin duplicidades (Fuente: INSEE [Consultar]) |     |     |     |     |     |